# Oposição Tajique Unida
Oposição Tajique Unida foi uma aliança das forças democráticas, nacionalistas e islamitas que oficialmente se uniram em 1993, após a fase mais violenta da Guerra Civil do Tajiquistão. A Oposição Tajique Unida lutou contra as forças pró-comunistas e governistas lideradas por Emomali Rahmon.
A Oposição Tajique Unida consistiu no Partido do Renascimento Islâmico, Rastakhiz, Partido Democrático do Tajiquistão e Lali Badakhshan. A força oposicionista obteve avanços bem-sucedidos contra o governo Rakhmon, forçando o líder as negociações. Em 1997 seria celebrado um tratado de paz entre o governo Rakhmon e a  Oposição Tajique Unida.
Na sequência o tratado, diversas unidades da Oposição tornaram-se parte do Exército Nacional Tajique, tornando-se algumas de suas unidades mais experientes. 